# Voľa
Voľa é um município da Eslováquia, situado no distrito de Michalovce, na região de Košice. Tem 5,78 km² de área e sua população em 2018 foi estimada em 266 habitantes.

## Demografia
| Ano:        | 1994 | 2004   | 2014 | 2024   |
| ----------- | ---- | ------ | ---- | ------ |
| Broj ljudi: | 258  | 250    | 265  | 271    |
| Razlika:    |      | -3,10% | +6%  | +2,26% |

| Ano:               | 2023 | 2024 |
| ------------------ | ---- | ---- |
| Número de pessoas: | 271  | 271  |
| Diferença:         |      | +0%  |